# Alex Zwarenstein
Alex Zwarenstein, zimbabvejski slikar, * 1952, Zimbabve.